# Чиатурская и Сачхерская епархия
Чиатурская и Сачхерская епархия (груз. ჭიათურისა და საჩხერის ეპარქიაა) — епархия Грузинской православной церкви на территории Чиатурского и Сачхерского муниципалитетов.

## История
С самого начала этот регион находился под юрисдикцией Мцхетской епархии, а после создания Абхазского католикосата стал его частью. После упразднения Имеретинского царства в 1810 году местный церковный порядок был изменён. Число ранее существовавших епархий было сокращено до четырёх. Распоряжением Святейшего Синода от 19 ноября 1821 года была создана только одна из епархий в Имерети — Имеретинская епархия. В 1917 году восстановление автокефалии грузинской церкви ознаменовалось восстановлением упразднённых епархий. Маргветская епархия была в числе обновлённых епархий на первом церковном собрании, в которое вошел упомянутый регион.
Чиатурская епархия была учреждена 5 апреля 1995 году решением Священного Синода Грузинской православной церкви.

## Епископы
- Константин (Меликидзе) (5 апреля 1995 — 8 октября 1998) в/у, митр. Маргветский
- Авраам (Гармелия) (8 октября 1998 — 17 октября 2002)
- Даниил (Датуашвили) (c 17 октября 2002) до 21 декабря 2010 года — в/у, митр. Сухумский